# کپشا (آلاباما)
کپشا (به انگلیسی: Capshaw) یک منطقهٔ مسکونی در ایالات متحده آمریکا است که در آلاباما واقع شده‌است. کپشا ۲۰۶٫۰۵ متر بالاتر از سطح دریا واقع شده‌است.